# Sint-Jakobskerk (Sandomierz)

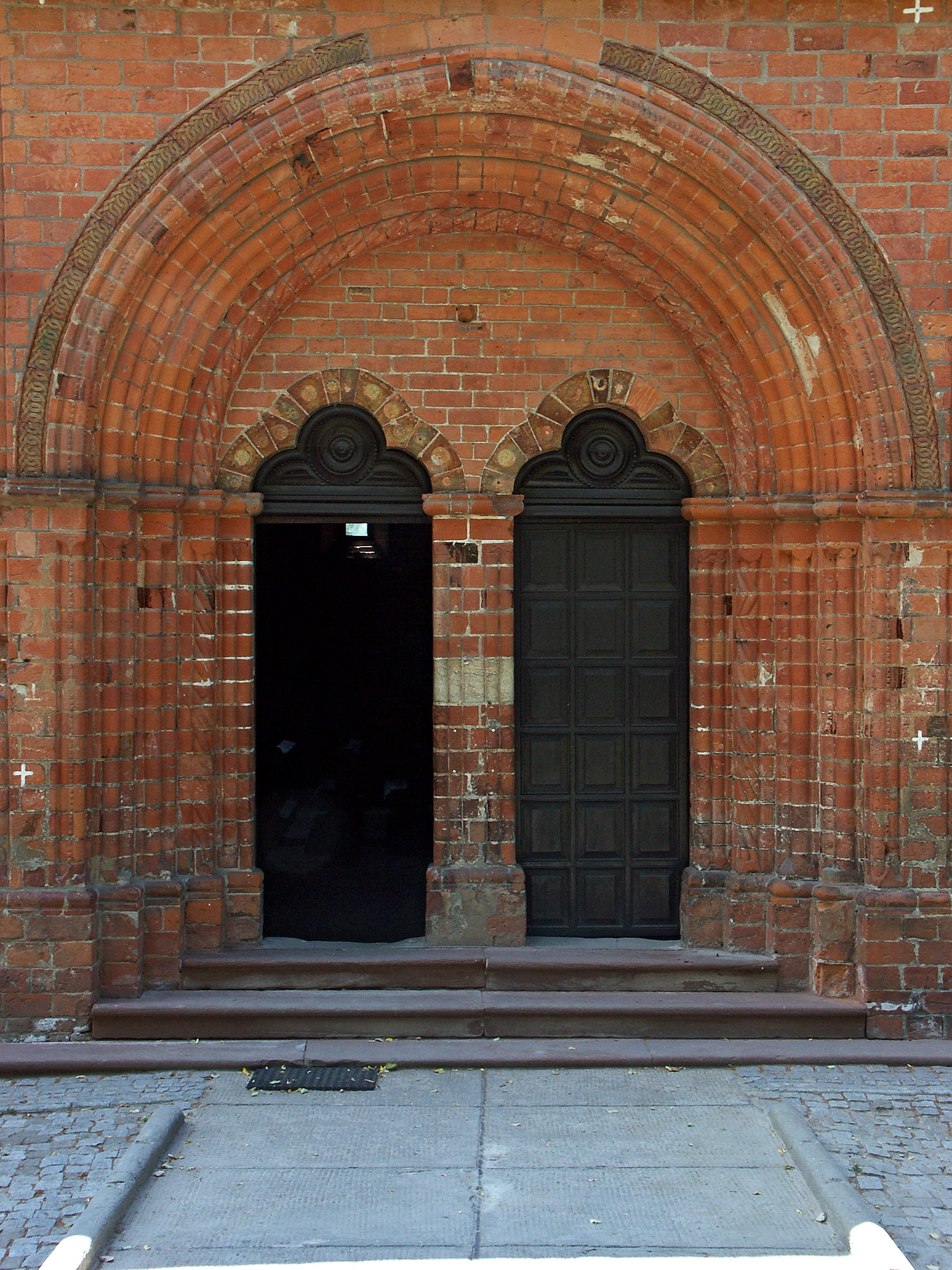
Portaal

De Sint-Jakobskerk (Pools: Kościół św. Jakuba) is een kerk in Sandomierz in Polen.
Deze kerk is ook het heiligdom van Onze-Lieve-Vrouw van de Heilige Rozenkrans.